# Truyện kể trên phố Broca
Truyện kể trên phố Broca (tiếng Pháp: Contes de la rue Broca) là một tuyển tập đồng thoại do Pierre Gripari gửi ấn hành tại Éditions de la Table ronde vào năm 1967, sau được chuyển nhượng cho Éditions Grasset.

## Lịch sử
Bối cảnh chính tại con phố hư cấu Broca thuộc mà cũng không thuộc Paris do có một nửa lộ thiên, nửa còn lại chìm sâu dưới lòng đất «Paris, en cet endroit, présente une courbure, et passe, pour ainsi dire, au-dessus de lui-même ... la rue Broca, ... est une dépression, une rainure, une plongée dans le sub-espace à trois dimensions» - Pierre Gripari. Một khu phố nhỏ kì quặc, khi mà các con số 1, 2, 3, 4, 6, 7 không được phép tồn tại.
Ở tiệm tạp hóa ngụ số 69 phố Broca, ông chủ gốc di dân Saïd cùng con trai Bachir và con gái Nadia thường gặp một người trung niên dân trí thức tới mua hàng. anh này tự giới thiệu là Pierre, hay đùa tếu và kể cho nhà Saïd nghe những truyện mà chính mà anh lượm được trên phố hoặc nghe người khác kể lại. Lắm khi, người nhà Saïd và ông Pierre trở thành nhân vật chính trong các truyện kể.

## Nội dung
Kết cấu Truyện kể trên phố Broca rất dung dị, thích hợp tâm lý trẻ thơ. Trứ tác gồm 13 đoản thiên, là những nhân vật và sự kiện giả tưởng diễn ra hàng ngày chủ yểu ở phố Broca.
1. Phù thủy phố Mouffetard (La sorcière de la rue Mouffetard)
2. Người khổng lồ đi vớ đỏ (Le géant aux chaussettes rouges)
3. Đôi hài (La paire de chaussures)
4. Scoubidou, con búp bê biết tuốt (Scoubidou, la poupée qui sait tout)
5. Diễm tình chàng khoai lang tây (Roman d'amour d'une patate)
6. Truyện Lustucru (Histoire de Lustucru)
7. Nàng tiên vòi nước (La fée du robinet)
8. Chú quỷ vị tha (Le gentil petit diable)
9. Phù thủy cưỡi chổi (La sorcière du placard aux balais)
10. Nhà chú Pierre (La maison de l'oncle Pierre)
11. Hoàng tử Blub và mĩ nhân ngư (Le prince Blub et la sirène)
12. Heo con thông minh (Le petit cochon futé)
13. Tôi không biết ai, tôi chẳng biết gì (Je-ne-sais-qui, je-ne-sais-quoi)

## Ảnh hưởng
Từ khi ra đời, tác phẩm được dịch ra nhiều ngôn ngữ và chuyển thể sân khấu điện ảnh nhiều lần.
Tại Việt Nam, Truyện kể trên phố Broca được Nhà xuất bản Thế giới ấn hành năm 2004 theo bản dịch của bà Hoàng Mai Anh. Tuy nhiên, ý tưởng xuất bản lại có nguồn gốc từ đợt chiếu phiên bản hoạt họa năm 1995 trên VTV3 khung giờ trưa. Sách bị truyền thông phê phán vì có nhiều lỗi sai dịch thuật, không nắm rõ ngữ cảnh.

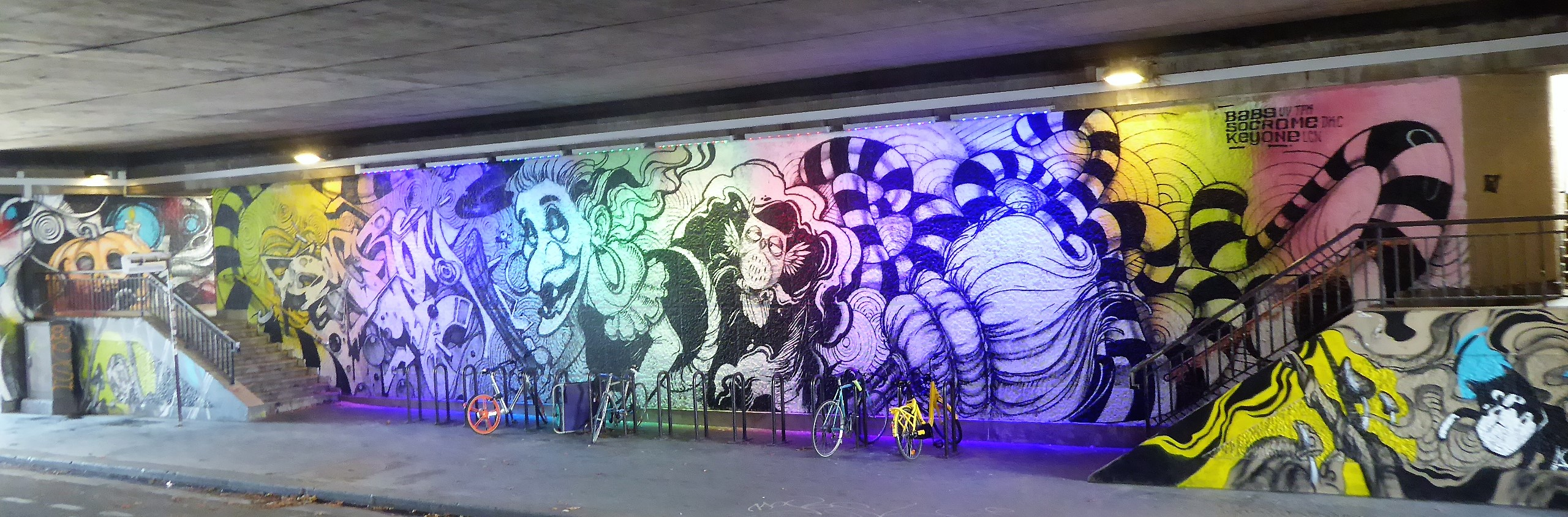
Tranh tường phố Broca minh diễn...
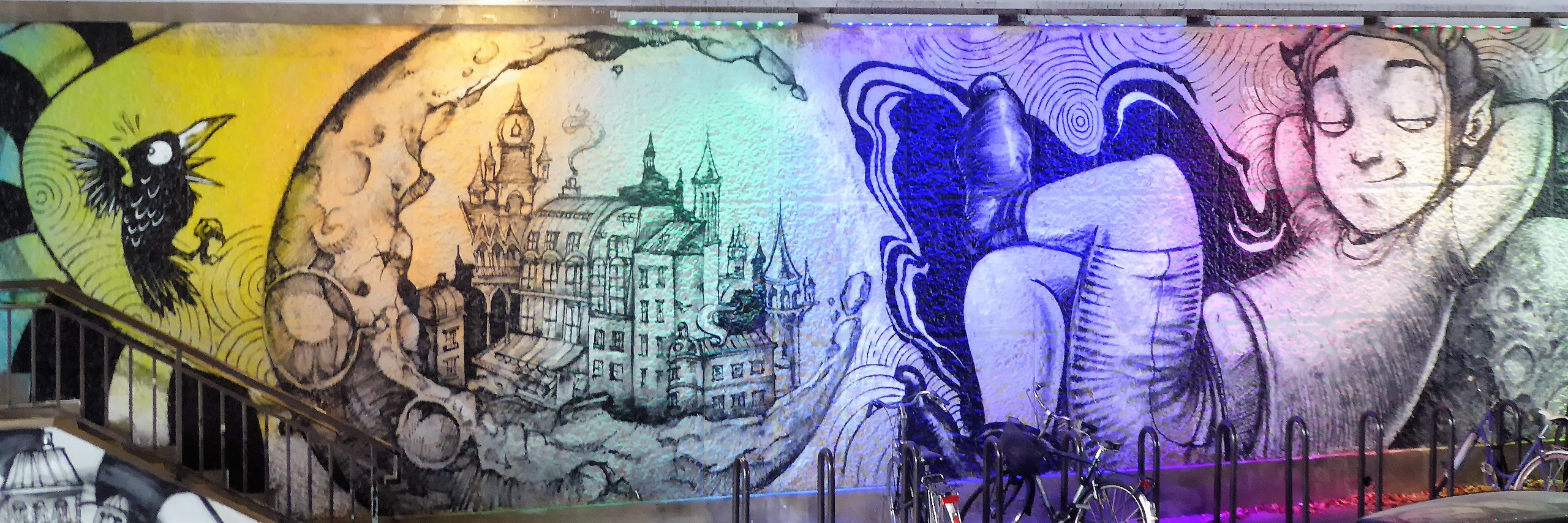
... các ý tưởng của Pierre Gripari.

### Tư liệu
- Série animée inspirée des contes